# LunaJets
LunaJets est un courtier aérien spécialisé dans l’affrètement d’avions privés et d’hélicoptères. Le siège social de LunaJets se trouve à Genève, en Suisse, où la société est basée depuis sa création en 2007 par Eymeric Segard, anciennement cadre chez Ogilvy. Au fur et à mesure des années, l’entreprise a ouvert de nouveaux bureaux à Londres, Paris, Monaco, Riga et Dubaï. Il s'agit d'une société privée, détenue par deux de ses fondateurs.
En tant que courtier en ligne, la société ne possède aucun avion, mais met en relation des opérateurs et des propriétaires de jets privés avec des utilisateurs finaux de jets privés afin de leur proposer des vols courts à la demande et des services de vols à vide. Avec les années, LunaJets a développé un réseau international de 350 opérateurs et un accès à 4 800 avions. LunaJets a accès à toutes les catégories d'avions, qu'il s'agisse d'avions à turbopropulseurs ou à réaction, de toutes les tailles. Les avions proposés par le courtier vont de la catégorie Very Light Jets, comme le Cessna Citation Mustang, à la catégorie des VIP Airliners, comme les Boeing Business Jets (BBJ) ou les Airbus Prestiges (ACJ).

## Histoire

### Années 2000

Siège de Lunajets à Genève (SUI).

LunaJets a été fondée en décembre 2007 par Eymeric Segard, le PDG actuel de la société, après avoir levé 2 millions de dollars auprès d'investisseurs privés. Le concept initial était de créer une plateforme en ligne pour fournir des « vols à vide » et proposer des « sièges vides » de dernière minute dans des avions privés volant à vide, afin de pouvoir proposer des prix très attractifs par rapport au reste du marché. Les « vols à vide », parfois également désignés par l'expression en anglais « deadhead », notamment au Québec, sont des vols durant lesquels des avions volent sans aucun passager en raison de la nécessité de se rendre dans un autre aéroport ou de retourner à leur base d'origine, entre autres raisons. Ces vols peuvent permettre à certains clients d’obtenir une réduction allant jusqu'à 75 % du prix normal. 
À l'époque, l'entrepreneur Richard Branson avait lancé un concept similaire, baptisé « Virgin Charter », avec l'entrepreneur Scott Duffy mais, pour Lunajets, le concept de partage de jet et de revente de sièges de jet privé n'a pas fonctionné. Virgin Charter, qui employait à l'époque 100 personnes, a cessé ses activités en 2009 lorsque le secteur de la location de jets privés a chuté de façon spectaculaire en raison de la crise financière. En revanche, LunaJets avait vendu son premier siège dans un vol à vide en juillet 2008, peu après la création de LunaJets par Eymeric Segard. La même année, l’entreprise a développé sa plateforme de réservation en ligne avec une technologie propriétaire. En 2009, LunaJets lance son site Internet, sur lequel l’entreprise se présente comme une société de haute technologie, offrant un service très complet et ne faisant payer que de faibles commissions sur la location de jets privés.

### Années 2010
À partir de 2010, LunaJets a fait évoluer son image de marque en se positionnant comme un fournisseur de vols en jet privé à bas prix avec le slogan « fly private at the best price ». L’entreprise proposait de louer des jets privés à la demande et des vols à vide et avait également ouvert un nouveau bureau en Hongrie. En octobre 2014, Lunajets a publié la troisième version de son site web et en mai 2015, la société a lancé la première version de son application mobile (disponible sur iOS, RiM et Android) présentée par la CNBC comme l’UBER de l'aviation privée. 
En 2015, LunaJets a ouvert de nouveaux bureaux régionaux à l'intérieur du terminal de jet privé d’Olbia en Italie, et à Dubaï, ainsi qu'un nouveau bureau à Ibiza. À cette époque, l’entreprise connaissait déjà une croissance importante et comptait environ 25 employés. En 2017, la société comptait plus de 40 employés, avec 20 nationalités parlant 12 langues.  En 2018, LunaJets a réalisé des ventes annuelles pour 60 millions de francs suisses, soit une augmentation de 40 % par rapport à 2017. De plus, cette même année, la société a organisé près de 5 000 vols, soit une augmentation de 35% par rapport à l'année précédente. LunaJets a aussi obtenu le prix du meilleur employeur de l'année par le magazine économique Bilan. Alors qu’en 2010, l’entreprise avait vendu environ 550 voyages et comptait une dizaine de salariés, en 2019 l’entreprise vendait déjà 6 000 vols sur l’année et comptait plus de 50 salariés.

### Années 2020
En 2021, LunaJets a franchi le cap des plus de 100 millions de francs suisses de chiffre d'affaires annuel, en organisant plus de 8 000 vols et comptait plus de 60 employés répartis dans 6 bureaux clés : Genève, Paris, Londres, Riga, Monaco et Dubaï. 2021 a été une année record pour LunaJets à tous points de vue. L’entreprise a atteint son record de vols en volume, avec un nombre record de plus de 1 100 nouveaux clients avec des vols longue distance sur tous les continents. En 2021, LunaJets a également ouvert un nouveau bureau à Monaco et a relancé son bureau à Londres. La même année, en août, LunaJets a affrété en urgence des vols charter au départ de Kaboul. Actuellement, LunaJets est le leader du secteur de la location de jets sur le marché européen et a remporté pendant 4 années consécutives le prix du meilleur employeur décerné par Bilan. En 2022, LunaJets a participé comme chaque année au salon EBACE (European Business Aviation Convention and Exhibition), qui s'est tenu à Genève du 23 au 25 mai. L'année 2022 a aussi été marquée par un succès sans précédent pour LunaJets, qui s'est distinguée par l'acquisition de nouveaux clients et l'inauguration de bureaux supplémentaires. Sur cette période, LunaJets a connu un essor remarquable, effectuant plus de 12 000 vols et séduisant 1 250 nouveaux clients, ce qui a entraîné une augmentation de 40 % de son chiffre d'affaires par rapport à l'année précédente, dépassant les 150 millions de francs suisses. Par ailleurs, LunaGroup Charter, société filiale du même groupe que LunaJets, a enregistré une croissance annuelle stupéfiante de 290 %. L'année 2023 s'est ouverte sur une note positive avec l'inauguration, en février, du tout premier bureau de LunaJets en dehors de l'Europe, situé à Dubaï. Des projets d'expansion sont également prévus pour 2023, dont l'ouverture de nouveaux bureaux à Zurich et Madrid. Ces développements s'inscrivent dans la continuité des deux dernières années, durant lesquelles le Groupe Luna Aviation a étendu son rayonnement à Paris, Londres, Monaco et Riga.

## Certifications et associations
LunaJets est courtier aérien certifié ARGUS. La certification ARGUS est considérée par beaucoup comme la certification la plus prestigieuse du secteur et est un symbole reconnu d’excellence et de qualité.
En 2015, LunaJets a été le premier courtier spécialisé dans la location de jets privés à obtenir cette certification en dehors des États-Unis, après un audit interne approfondi, qui se répète désormais tous les deux ans.
LunaJets a obtenu la distinction de « Meilleur employeur de Suisse » par le magazine financier suisse Bilan pour les start-ups de moins de 100 employés. LunaJets a reçu ce prix pour la quatrième fois en 2021, réitérant l'exploit des années précédentes.
LunaJets est membre de l'Association européenne de l'aviation d'affaires (EBAA) et de l'Association nationale américaine de l'aviation d'affaires (NBAA).
Lunajets est membre de l'Air Charter Association en tant que courtier certifié ARGUS. ARGUS a été créé pour encourager les entreprises à proposer un niveau élevé de sécurité et de service à la clientèle. L’association fournit des conseils et des analyses et définit des normes d'audit internationales dans le secteur de l’aviation. Lunajets est fier d'être certifié par ARGUS et vise l'excellence dans tous les domaines.

## Sponsoring
Depuis 2011, LunaJets est le sponsor officiel d’Aleph-Équipe de France. En 2014, Lunajets est devenu un partenaire de la Fondation Womanity. À l'été 2016, LunaJets a parrainé l'équipe de Stile F Squadra Corse dans la Blancpain GT Series Cup, une course annuelle qui se déroule au Circuit Paul Ricard à Le Castellet.
En 2017, LunaJets a annoncé son soutien envers le World Bicycle Relief dans le cadre de leur programme de Responsabilité sociale des entreprises (RSE). Depuis 2017, Lunajets sponsorise un Easy to Fly nommé Luna, un catamaran. En 2018, Luna a été le premier Easy to Fly à franchir la ligne d'arrivée durant la régate du Bol d'or Mirabaud sur le lac Léman à Genève.
En 2018, LunaJets a annoncé sponsoriser les voyages et les courses de voile d'Alan Roura pour les trois prochaines années à bord du multicoque à foils, La Fabrique.
En 2022 est annoncé un nouveau contrat de sponsoring avec Scuderia Monte-Carlo dans le cadre du nouveau Ferrari Challenge Europe et le soutien de la fondation Eden en faveur d'un orphelinat et d'une école à Cotonou, au Bénin. William van der Vorm, le pilote Ferrari Challenger, en est à sa troisième saison et LunaJets soutiendra Willem dans sa défense du titre lors du prochain championnat 2022.

## Sociétés affiliées
LunaJets appartient au Luna Aviation Group. Au sein du groupe, il y a aussi Lunasolutions, spécialisée dans les ventes et les acquisitions d'avions, LunaGroup charter, spécialisée dans la location de jets pour les grands groupes de passagers et LunaLogistik spécialisée dans le fret et les affrètements d'urgence.
LunaGroup charter fonctionne, comme LunaJets, selon les principes fondamentaux suivants : flexibilité, transparence, réactivité et neutralité. L’entreprise filiale de Luna Aviation Group a pour objectif de proposer le meilleur service de transport aérien pour les groupes, à tout moment et en tout lieu. L’entreprise s’adapte à tous les besoins et à toutes les exigences de sa clientèle de groupe. En février 2022, Luna Group charter a battu le record de plus de 5 500 passagers volant le même jour pour le Tournoi de rugby des Six Nations.
Lunasolutions, fondée en 2020, offre un service indépendant, centré sur le client et personnalisé à tous ceux qui souhaitent vendre ou acheter des jets privés. Il peut s'agir de particuliers, d'entreprises ou de gouvernements. L’objectif de Lunasolutions est de fournir des services de conseil adaptés et individualisés pour que ses clients puissent acquérir ou vendre des jets privés. Les bureaux principaux de Lunasolutions sont situés à Genève, Londres et Paris. Lunasolutions est une entreprise composée d’employés compétents et expérimentés et grâce à Lunajets, Lunasolutions dispose d’une grande quantité de données recueillies depuis plus d'une décennie. Cela permet à Lunasolutions d’analyser les données historiques réelles de chaque avion et ainsi de prodiguer de meilleurs conseils à ses clients.
LunaLogistik a pour vocation d'aider les clients privés et les entreprises à transporter des marchandises et à les expédier par voie aérienne. Il peut s'agir d'objets d'art précieux, de documents importants, de marchandises dangereuses ou de tout autre chargement lourd et volumineux. Les principaux bureaux sont situés à Genève et à Londres.
La vision globale du groupe Luna Aviation est d'accompagner et soutenir ses clients de la meilleure façon possible en établissant des relations de confiance et en créant une base de clients fidèles et satisfaits.

## Modèle économique
« À tout moment, n'importe où ». En tant que courtier en ligne, le modèle économique de Lunajets repose sur un service de location de jets privés aux meilleurs prix disponibles sur le marché. Lunajets met en relation les propriétaires de jets avec les utilisateurs finaux de jets privés. De meilleurs prix sont obtenus grâce aux fortes capacités d'achat de l’entreprise et grâce aux services de conseils indépendants de la technologie propriétaire de l'équipe. LunaJets est une entreprise simple, rapide et fiable qui offre un service mondial 24 heures sur 24, 7 jours sur 7, et qui garantit le meilleur résultat possible pour la satisfaction du client.

## Flotte
- Beechcraft King Air 90GTx Turboprops
- Embraer Phenom 100 / 100E
- Eclipse Aviation Eclipse 550
- Cessna Citation Mustang
- Honda HondaJet
- Cessna Citation M2
- Cessna Citation CJ1/CJ plus
- Pilatus PC-12 NGX
- Pilatus PC-24
- Pilatus PC-12 Turboprops
- Nextant 400XT
- Legacy 450
- Piaggio Avanti P180
- Cessna Citation CJ2/CJ2 plus
- Bombardier Learjet 40/ 40XR
- Gulfstream G150
- Beechcraft King Air 200 Turboprops
- Hawker Beechcraft 750
- Hawker Beechcraft Premier 1A
- Hawker Beechcraft 400/ 400XP
- Bombardier Learjet 60 / 60XR
- Cessna Citation Encore plus
- Embraer Phenom 300 / 300 E
- Cessna Citation V
- Cessna Citation Bravo
- Cessna Citation II
- Cessna Citation CJ3 / CJ3 plus
- Cessna Citation CJ4
- Bombardier Learjet 45 / 45XR
- Cessna Citation VII
- Cessna Citation Sovereign
- Embraer Legacy 500
- Beechcraft King Air 350i
- Embraer Praetor 500
- Dassault Falcon 50 / 50 EX
- Hawker Beechcraft 4000
- Hawker Beechcraft 1000
- Gulfstream G280
- Hawker Beechcraft 850XP
- Hawker 800 series
- Cessna Citation X
- Gulfstream G200
- Beechjet 400 A
- Hawker Beechcraft 900XP
- Bombardier Challenger 300
- Cessna Citation Latitude
- Cessna Citation XLS/XLS plus
- Bombardier Learjet 75
- Bombardier Challenger 350
- Cessna Citation III
- Embraer Praetor 600
- Dassault Falcon 2000S
- Dassault Falcon 2000
- Dassault Falcon 2000XLS
- Dassault Falcon 2000EX
- Bombardier Challenger 605
- Bombardier Challenger 604
- Dassault Falcon 2000LX
- Dassault Falcon 900LX
- Bombardier Challenger 650
- Dassault Falcon 7X
- Dassault Falcon 6X
- Dassault Falcon 900C
- Dassault Falcon 900DX
- Embraer Legacy 650 / 650E
- Gulfstream 350
- Gulfstream GIV
- Gulfstream GIV-SP
- Dassault Falcon 900EX
- Dassault Falcon 900EX EASy
- Gulfstream GIII
- Bombardier Challenger 850
- Bombardier Challenger 5000
- Legacy 600
- Bombardier Global 6000
- Embraer Lineage 1000 VIP
- Gulfstream G500
- Gulfstream G550
- Gulfstream 650
- Fairchild Dornier 328
- Dassault Falcon 900B
- Gulfstream GV
- Gulfstream G450
- Dassault Falcon 8X
- Bombardier Global 5500
- Bombardier Global 6500
- Airbus ACJ318
- Fairchild Metro 23
- Airbus ACJ319
- Boeing Business Jet BBJ 3
- Boeing Business Jet BBJ 2
- Gulfstream 700
- Dornier 228
- Airbus ACJ30
- Dornier 328
- Saab 340
- Boeing BBJ
- Fokker 50
- Embraer ERJ 145